# 思明路
思明路，元朝时在广西设置的路。属于湖广行省广西两江道宣慰司。
思明路原是宋朝隶属于邕州永平寨的思明州，元至元二十三年（1286年），升为思明路。四千二百二十九户，一万八千五百一十口。下属七土州：上思州、志明州（以上宋朝隶属于迁隆寨）、禄州（宋朝隶属于永平寨，下辖武黎县）、西平州、思明州、上石西州、下石西州（以上宋朝隶属于永平寨），另有江州（今广西崇左市，宋朝隶属于古万寨，下辖罗自县）、忠州（宋朝隶属于古万寨，下辖宁福县）、遇隆州（为大德后所裁并）。范围在今广西壮族自治区宁明县、崇左市、凭祥市、扶绥县、上思县等地。明太祖洪武二年（1369年），改为思明府。